# 2015년 미얀마 총선거
2015년 미얀마 총선거는 미얀마, 또는 버마에서 2015년 11월 8일 개최된 선거이다. 이번 총선에서는 2008년 개정된 헌법에 따라 군부에 배정된 의석을 제외하고, 상원인 민족원과 하원인 인민원, 주·지역 단위의 지방의회의 의원을 선출했다.
선거 결과, 민족민주연맹이 상하원의 과반수를 넘는 수의 의석을 차지해 첫번째 민주 정부가 구성되었다. 연방단결발전당 또한 총선 패배를 인정했다.

## 선거 준비과정
선거가 다가옴에 따라, 집권 여당인 연방단결발전당은 2010년부터 이어진 선거구를 조정할 것임을 확인했다. 이에 반대하는 민족민주연맹은 아웅산수찌를 대통령으로 임명할 수 없도록 하는 헌법적 조치에도 불구하고 총선에 도전할 것임을 밝혔다.
원주민결속당 또한 지금의 시점이 2010년부터 계속된 의석수를 재점검할 때라는 사실을 확인했다. 민족민주세력은 전체 선거구 중 200개에 우선 후보를 냈고, 아직까지 공천이 진행 중이라고 밝혔다. 소수민족 정치 세력들은 각자의 주에서 자신들의 힘에 기반해 선거에 참여하지만, 일부 당은 민족민주연맹과의 연대를 시사했다.
선거 이전, 91개의 정당이 총선에 등록했다.

## 결과

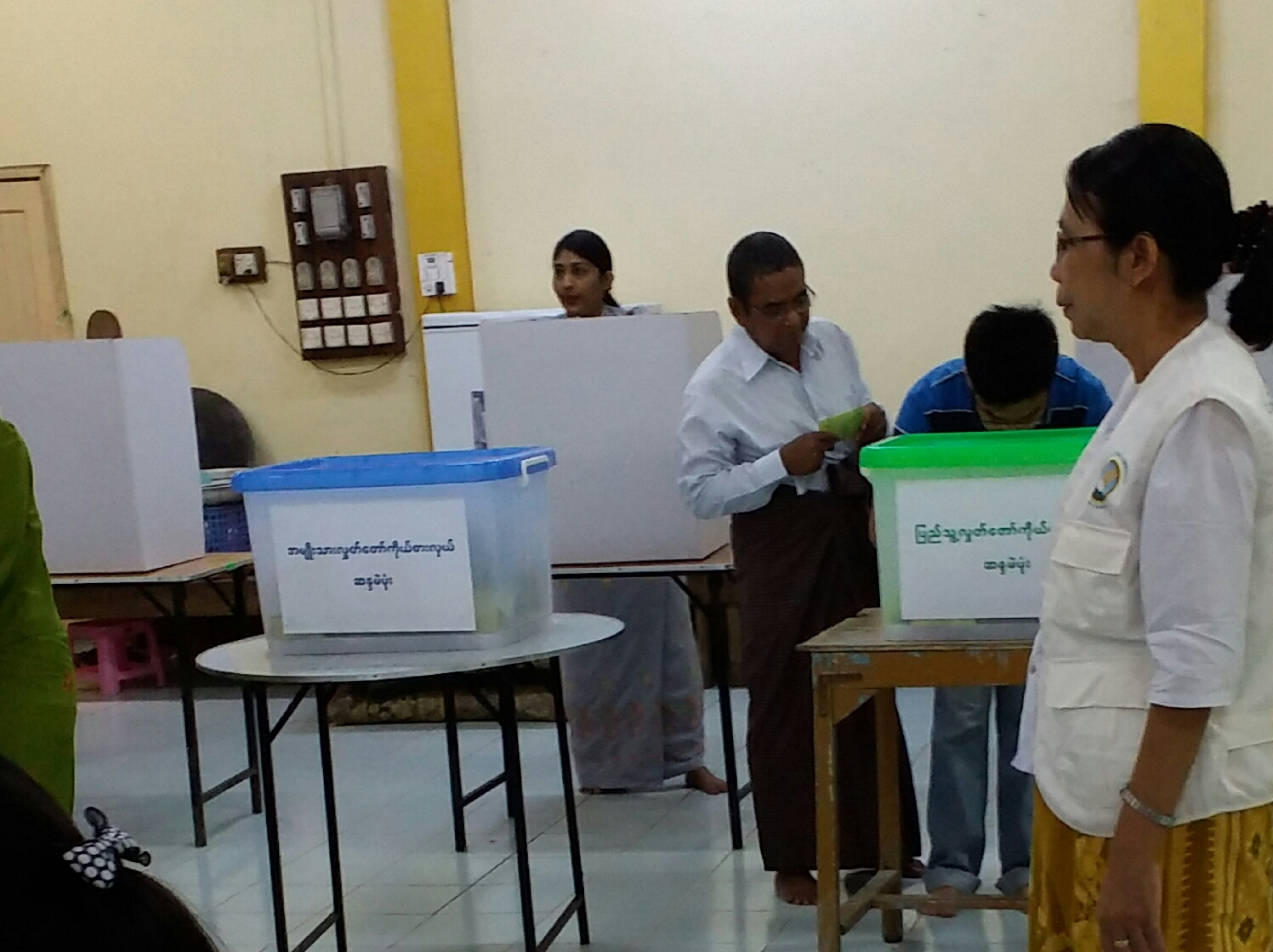
선거에 사용된 투표소. 투표함이 앞에 있고, 기표소가 뒤에 위치해 있다.

현재 선거 결과는 2015년 11월 16일에 발표된 기준이다.

### 민족원

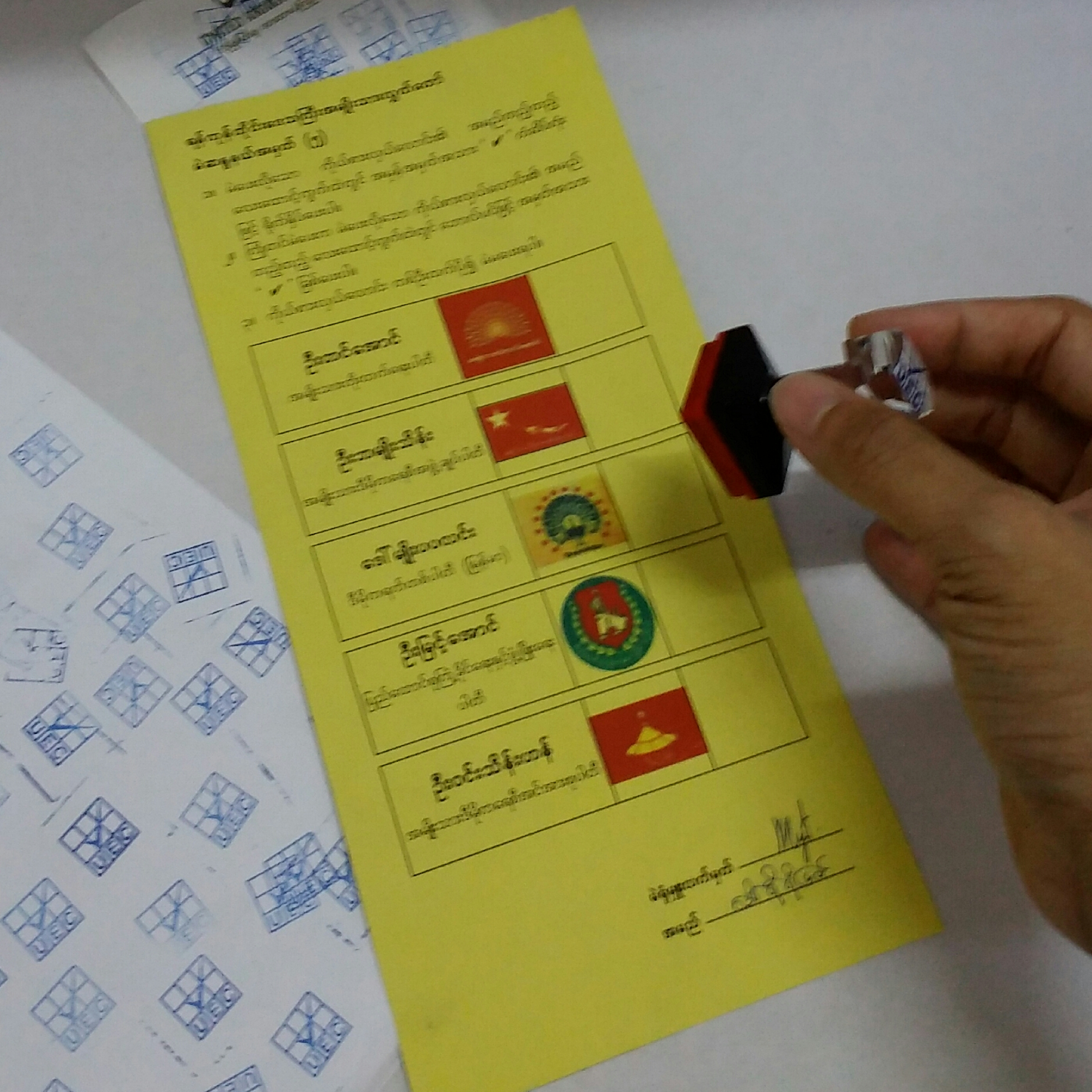
기표소에서 촬영한 투표지와 고무 도장

민족원의 224석 중 168석이 선거대상이 됐으며, 나머지 56석(25%)은 군 대표자(AR)라고 불리는, 군 장교에서 차출된 군부 지명자에게 배당된다.
|    | 민족민주연맹     |  |  | 135 | +135 | 60.3  |
|    | 연방단결발전당   |  |  | 11  | –118 | 4.9   |
|    | 여카잉민족당     |  |  | 10  | +3   | 4.5   |
|    | 샨원주민민주연맹 |  |  | 3   | +3   | 1.3   |
|    | 떠안민족당       |  |  | 2   | +1   | 0.9   |
|    | 조미민주연맹     |  |  | 2   | +2   | 0.9   |
|    | 몬동맹당         |  |  | 1   | +1   | 0.4   |
|    | 원주민결속당     |  |  | 1   | –4   | 0.4   |
|    | 빠오민족연맹     |  |  | 1   | +1   | 0.4   |
|    | 온몬지방민주당   |  |  | 0   | –4   | 0.0   |
|    | 샨원주민민주당   |  |  | 0   | –3   | 0.0   |
|    | 무소속           |  |  | 2   | +1   | 0.9   |
|    | 기타             |  |  | 0   | –18  | 0.0   |
|    | 군부 지명자      |  |  | 56  | 0    | 25.0  |
| 계 | 계               |  |  | 224 | 0    | 100.0 |

### 인민원
인민원의 440석 중 330석이 선거대상이 됐으며, 민족자원과 같이 나머지 110석은 군 대표자(AR)라고 불리는, 군 장교에서 차출된 군부 지명자에게 배당된다.
|    | 민족민주연맹        | 12,794,561 | 57.06 | +57.06 | 255 | +255 | 58.0 |
|    | 연방단결발전당      | 6,341,920  | 28.28 | –29.48 | 30  | –229 | 6.8  |
|    | 여카잉민족당        | 490,664    | 2.19  | –0.68  | 12  | +3   | 2.7  |
|    | 원주민결속당        | 419,442    | 1.87  | –17.57 | 0   | –12  | 0.0  |
|    | 샨원주민민주연맹    | 352,914    | 1.57  | N/A    | 12  | +12  | 2.7  |
|    | 빠오민족연맹        | 224,673    | 1.00  | N/A    | 3   | 0    | 2.7  |
|    | 미얀마농민번성당    | 171,821    | 0.77  | +0.77  | 0   | 0    | 0.0  |
|    | 샨원주민민주당      | 133,486    | 0.60  | –1.84  | 0   | –18  | 0.0  |
|    | 민족민주세력        | 112,285    | 0.50  | –6.60  | 0   | –8   | 0.0  |
|    | 떠안민족당          | 97,394     | 0.43  | +0.21  | 3   | +2   | 0.7  |
|    | 몬민족당            | 94,621     | 0.42  | +0.42  | 0   | 0    | 0.0  |
|    | 꺼잉인민당          | 82,910     | 0.37  | +0.03  | 0   | –1   | 0.0  |
|    | 꺼친주민주당        | 27,877     | 0.12  | +0.12  | 1   | +1   | 0.2  |
|    | 조미민주연맹        | 27,142     | 0.12  | +0.12  | 2   | +2   | 0.5  |
|    | 리수민족발전당      | 24,096     | 0.11  | +0.11  | 2   | +2   | 0.5  |
|    | 꼬간민주동맹당      | 13,990     | 0.06  | N/A    | 1   | +1   | 0.2  |
|    | 와민주당            | 8,216      | 0.04  | –0.09  | 1   | –1   | 0.2  |
|    | 무소속 및 기타 정당 | 1,005,617  | 4.48  | –5.42  | 1   | –11  | 0.2  |
|    | 투표 취소 지역      | -          | -     | -      | 7   | +2   | 1.6  |
|    | 군부 지명자         | -          | -     | -      | 110 | 0    | 25.0 |
| 계 | 계                  | 22,423,629 | 100   | 0      | 440 | 0    | 100  |

### 주 및 지방의회
|    | 민족민주연맹       |   |   | 476 | +476 | 55.1  |
|    | 연방단결발전당     |   |   | 73  | –413 | 8.4   |
|    | 샨원주민민주연맹   |   |   | 25  | +21  | 2.9   |
|    | 여카잉민족당       |   |   | 22  | +4   | 2.5   |
|    | 떠안민족당         |   |   | 7   | +3   | 0.8   |
|    | 빠오민족연맹       |   |   | 6   | 0    | 0.7   |
|    | 꺼친주민주당       |   |   | 3   | +3   | 0.3   |
|    | 리수민족번성당     |   |   | 2   | +2   | 0.2   |
|    | 몬민족당           |   |   | 2   | +2   | 0.2   |
|    | 와민주당           |   |   | 2   | +2   | 0.2   |
|    | 조미민주연맹       |   |   | 2   | +2   | 0.2   |
|    | 온몬지방민주당     |   |   | 1   | –7   | 0.1   |
|    | 민주당             |   |   | 1   | –2   | 0.1   |
|    | 꺼잉인민당         |   |   | 1   | –1   | 0.1   |
|    | 꼬간민주동맹당     |   |   | 1   | +1   | 0.1   |
|    | 러후민족번성당     |   |   | 1   | 0    | 0.1   |
|    | 샨원주민민주당     |   |   | 1   | –30  | 0.1   |
|    | 따잉라잉민족번성당 |   |   | 1   | +1   | 0.1   |
|    | 꺼친주결속민주당   |   |   | 1   | –1   | 0.1   |
|    | 와민족결속당       |   |   | 1   | +1   | 0.1   |
|    | 무소속             |   |   | 1   | –2   | 0.1   |
|    | 기타               |   |   | 0   | –27  | 0.0   |
|    | 투표 취소 지역     | - | - | 14  | +1   | 1.6   |
|    | 군부 지명자        |   |   | 220 | 0    | 25.5  |
| 계 | 계                 |   |   | 864 | 0    | 100.0 |

### 지역장관
|    | 민족민주연맹       |  |  | 21 | +21 | 72.4  |
|    | 연방단결발전당     |  |  | 2  | –9  | 6.9   |
|    | 여카잉민족당       |  |  | 1  | +1  | 3.4   |
|    | 아카민족번성당     |  |  | 1  | +1  | 3.4   |
|    | 러후민족번성당     |  |  | 1  | +1  | 3.4   |
|    | 리수민족발전당     |  |  | 1  | +1  | 3.4   |
|    | 따잉라잉민족번성당 |  |  | 1  | +1  | 3.4   |
|    | 무소속             |  |  | 1  | +1  | 3.4   |
|    | 샨원주민민주연맹   |  |  | 0  | –1  | 0.0   |
|    | 기타               |  |  | 0  | –6  | 0.0   |
| 계 | 계                 |  |  | 29 | 0   | 100.0 |

## 반응

### 버마인

#### 미얀마 해외
2015년 11월 10일 소모뚜 버마행동한국 총무는 JTBC 뉴스룸에서의 인터뷰에서 "1990년에도 군정이 투표 결과를 무효화 한 적이 있어서 아직까지 국민들은 군에 대해 반신반의인 상태다"면서도 "젊은 사람들이 부정투표를 페이스북을 통해 감시해서 항의와 신고를 통해 부정 투표를 막았고, 그런 의미에서 이번 총선 승리는 (버마) 국민들의 승리다"고 평가했다.

### 외국

#### 서방
미국 정부는 기자회견을 통해 버마가 "수십 년 이래 가장 공정한 경쟁을 통해 의원 당선자를 겨루는 선거를 통해 민주화를 향한 '놀라운 전진'을 이뤘다"면서 높은 평가를 내렸다. 또한 정부 관계자는 "군부와 정치 지도자들이 민중의 소리를 들을 것이라고 예상하고 있다"며 평화적인 정권 이양을 요구했다.